# Ryan Fleck

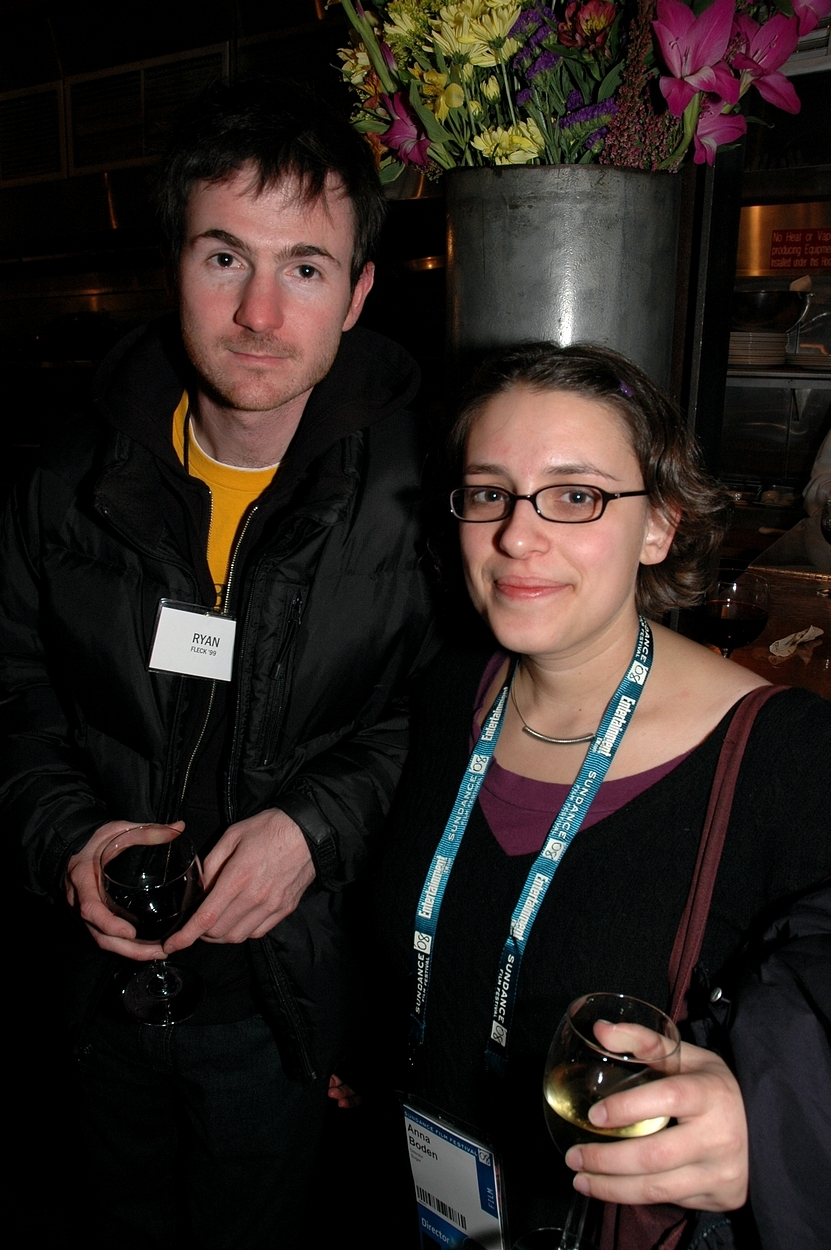
Ryan Fleck zusammen mit Anna Boden

Ryan K. Fleck (* 20. September 1976 in Berkeley, Kalifornien) ist ein US-amerikanischer Filmregisseur, Drehbuchautor und Filmproduzent. Bei seinen Projekten arbeitet er meist mit Anna Boden zusammen.

## Leben
Ryan Fleck wurde 1976 in Berkeley, Kalifornien geboren und wuchs dort einige Jahre auf, bis seine Familie nach Oakland umzog.
Nachdem er sein Filmstudium an der New Yorker Universität Tisch School of the Arts abgeschlossen hatte, begannen Boden und Fleck ihr erstes gemeinsames Filmprojekt, Half Nelson, im Frühjahr 2002. Aufgrund der fehlenden finanziellen Mittel kürzten sie das Drehbuch und produzierten zusammen den Kurzfilm Gowanus, Brooklyn. Fleck wurde beim Sundance Festival 2004 mit dem Preis für den besten Kurzfilm ausgezeichnet. Zuvor hatten Fleck und Boden den Kurzfilm Have You Seen This Man? und den Dokumentarfilm Young Rebels, der von der Hip-Hop-Gemeinde in Havanna handelt, realisiert.
Durch den Erfolg ihres Filmdebüts wurden beide dazu ermutigt ihr Langzeitprojekt fort zu setzen. Bei dem so entstandenen, gelobten Film Half Nelson, führte Ryan Fleck Regie. Aufgrund seiner guten Arbeit wurde er 2006 vom Variety unter die besten zehn Nachwuchsregisseure gewählt und für den Independent Spirit Award nominiert. Ryan Fleck und Anna Boden arbeiteten auch zusammen an den Filmen Sugar, welcher seine Premiere auf dem Sundance Festival feierte und der Romanverfilmung It’s Kind of a Funny Story.
Zusammen mit Anna Boden schrieb er das Drehbuch und führte im Team mit ihr 2014 Regie bei Dirty Trip (Mississippi Grind) mit Ryan Reynolds und Ben Mendelsohn in den Hauptrollen.
2019 entstand unter ihrer Regie Captain Marvel, der 21. Spielfilm innerhalb des Marvel Cinematic Universe, danach inszenierten sie vier Episoden der Miniserie Mrs. America. Ihr nachfolgendes gemeinsames Filmprojekt war der Episodenfilm Freaky Tales (2024).

## Filmografie (Auswahl)
- 2002: Have You Seen This Man? (Dokumentar-Kurzfilm)
- 2004: Gowanus, Brooklyn (Kurzfilm)
- 2005: Young Rebels
- 2006: Half Nelson
- 2008: Sugar
- 2009: In Treatment – Der Therapeut (Fernsehserie, 7 Episoden)
- 2010: It’s Kind of a Funny Story
- 2011: The Big C (Fernsehserie, 2 Episoden)
- 2014–2015: Looking (Fernsehserie, 3 Episoden)
- 2014–2015: The Affair (Fernsehserie, 4 Episoden)
- 2015: Dirty Trip (Mississippi Grind)
- 2016–2017: Billions (Fernsehserie, 3 Episoden)
- 2019: Captain Marvel
- 2020: Mrs. America (Miniserie, 4 Folgen)
- 2024: Freaky Tales